# Markiana

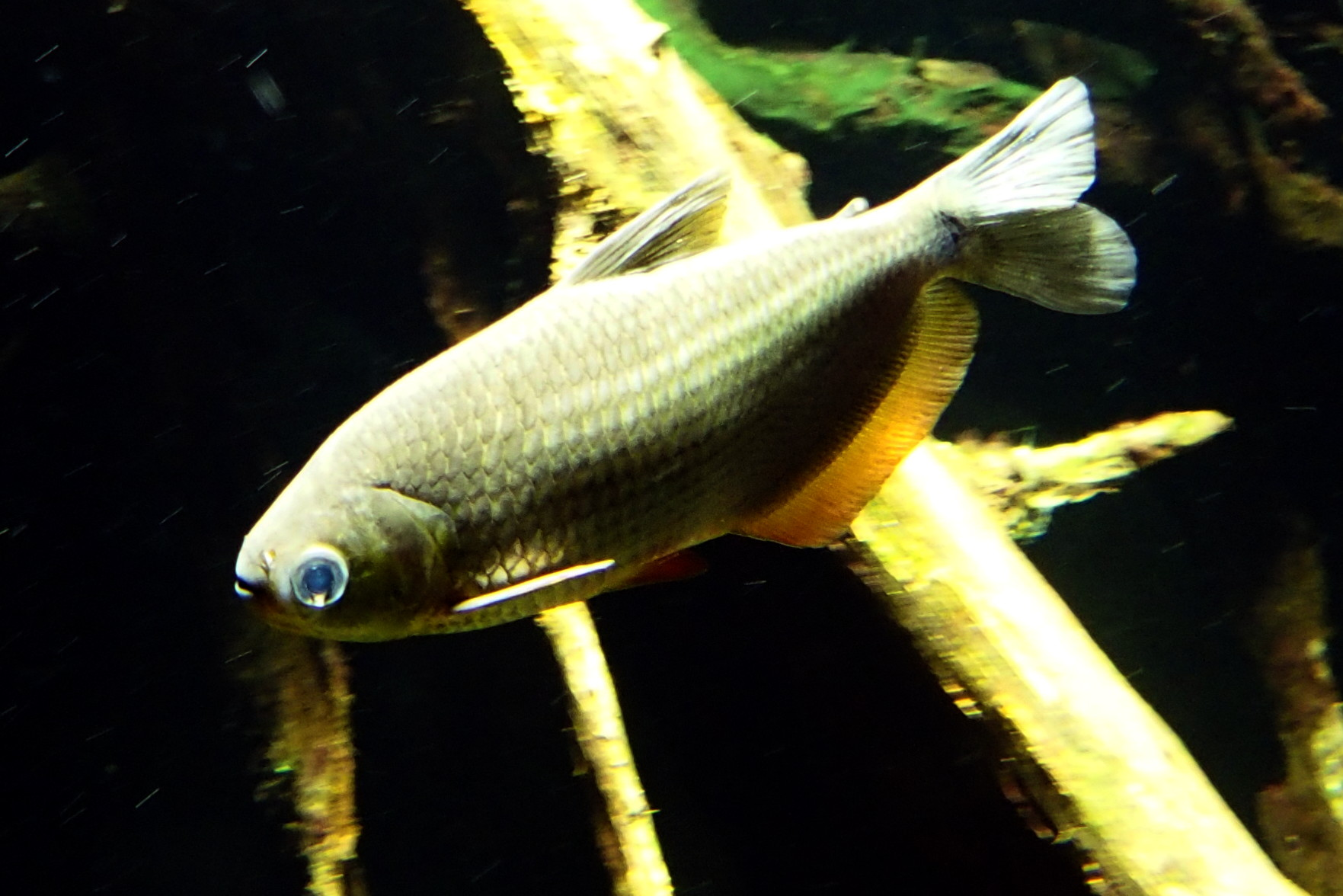
Markiana nigripinnis é uma espécie do gênero Markiana.

Markiana é um género de peixes da família Characidae na ordem dos Characiformes.

## Espécies
Neste gênero aá duas espécies:
- Markiana geayi (Pellegrin, 1909)
- Markiana nigripinnis (Perugia, 1891)